# Rembold (Patriziergeschlecht)

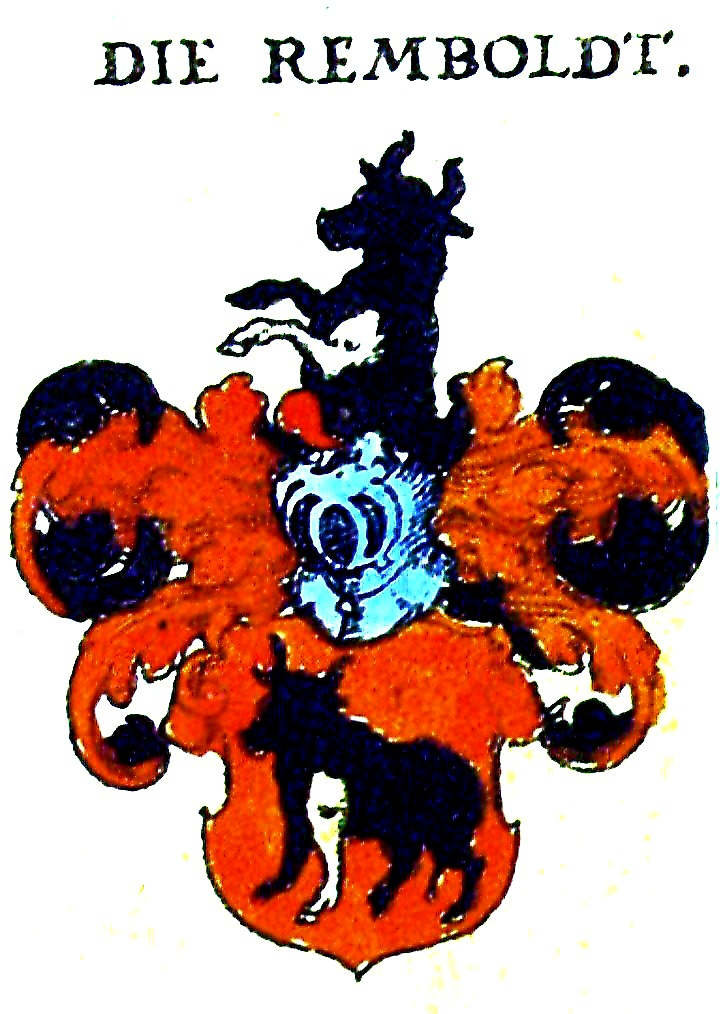
Stammwappen der Rembold in Siebmachers Wappenbuch

Rembold ist der Name eines erst Ulmer und dann Augsburger Patriziergeschlechts, das ursprünglich aus Lauingen stammte und 1774 im Mannesstamm erloschen ist. 1552 wurde der Familie der Reichsadel bestätigt.

## Geschichte

### Lauingen
Die Rembold stammen ursprünglich aus Lauingen an der Donau. Siebmachers Wappenbuch und das Neue allgemeine Deutsches Adels-Lexicon führen die Familie "von Rembold" unter den adligen (Augsburger Patrizier) Geschlechtern. In dem unter Bischof Kardinal Peter von Schauenberg von Augsburg aufgenommenen Lehenbuch des Hochstifts Augsburg ist für 1424 urkundlich Jörg Rembold zu Lauingen mit einem lehenbaren Hof zu Blindheim belehnt. Daneben besaß Jörg Rembold einen bischöflich lehenbaren Hof zu Possenried, den er später an Lienhard den Marschall von Pappenheim verkaufte.
1425 dienten in Lauingen Georg Rembold und 1431 Berchtold Rembold als Geschworene. 1433 bekleidete Heinrich Rembold das Amt des Bürgermeisters von Lauingen. Paul von Stetten gibt als Stammvater der Familie Caspar Rembold († 1450) an, der um 1440 Anna Forster heiratete. Aus der Ehe gingen die Söhne Balthasar, Heinrich und Jakob Rembold hervor.

### Ulm

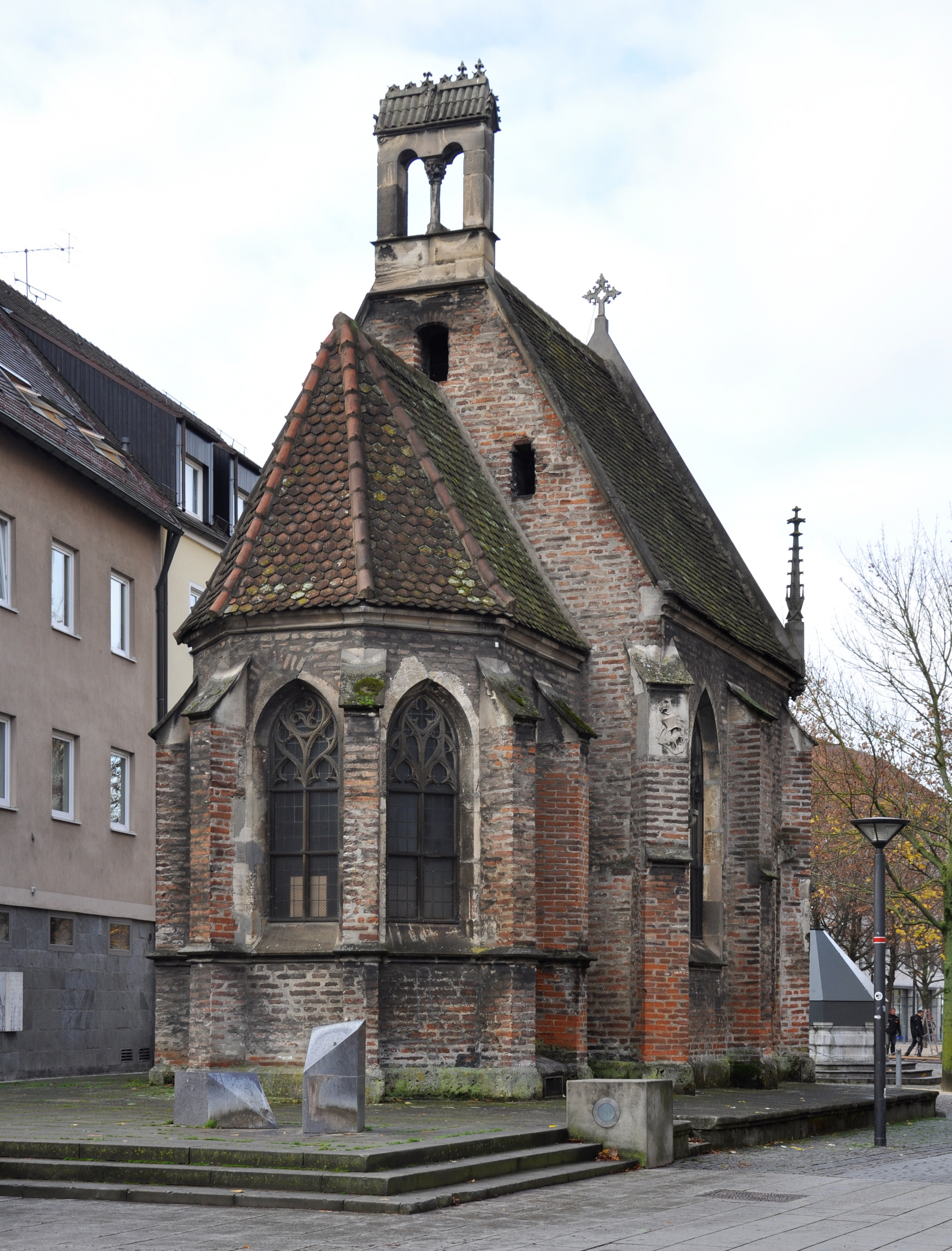
Valentinskapelle in Ulm

Ursächlich eines entflammten Streits mit der dortigen Gemeinde gingen seine Söhne von Caspar Rembold von Lauingen fort und ließen sich dann in der Reichsstadt Ulm nieder, um ihre Stellung als Reichsbürger wahren zu können. Die Rembold aus Lauingen gehörten in der Folge zum Patriziat von Ulm, wo sie zahlreich vertreten waren: 1578 waren sieben Rembold im Rat und sechs im Stadtgericht. Ihr Name ist in Ulm bis in die Gegenwart durch die Remboldkapelle zum Heiligen Valentin neben dem örtlichen Münster bekannt. Laut der Inschrift über dem Portal der Valentinskapelle stiftete 1458 Heinrich Rembold, des alten Heinrich Rembold seliger Sohn, diese Kapelle als Familiengrablege. Seit 1460 wirkte Heinrich Rembold als Pfleger des Münsters Unserer Lieben Frau. 1473 belehnte man ihm mit zwei Höfen und vier Sölden in Oberfahlheim. 1492 besaß diese der Bürgermeister und Stadthauptmann Caspar Rembold. Bis zur Reformation 1531 stand im Ulmer Münster der Remboldaltar.

### Augsburg

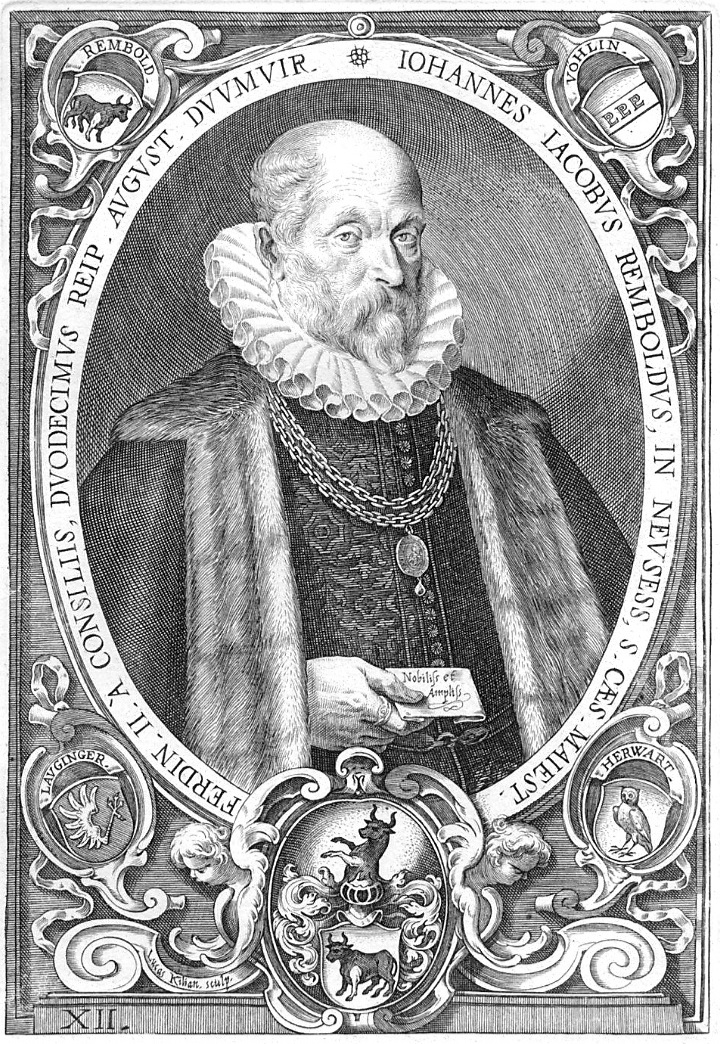
Johann Jacob Rembold in Neusess (1553–1624), Stadtpfleger von Augsburg, kaiserlicher Rat, Kupferstich von Lucas Kilian, um 1620

Durch die Heirat mit Barbara Lauginger erhielt der Kaufmann Jakob Rembold (* 1498 in Ulm; † 7. März 1565 in Augsburg), Stammvater aller weiterer Sprossen des Geschlechts, 1523 den Zutritt zur Augsburger Herrenstube und darauf 1538 das Augsburger Patriziat. 1548/49 bekleidete er das Bürgermeisteramt. Datiert zu Dietenhofen, 29. Oktober 1552, wurde für die Rembold eine Reichsadelsbestätigung ausgefertigt. Im selben Jahr investierten Jakob Rembold und Anton Welser in ihrer Funktion als Pfleger der Söhne Hans Haintzels 2.000 Gulden bei Anton Fugger, im folgenden Jahr 1.000 Gulden bei Ulrich Fugger. Mehrere dokumentierte Wechselgeschäfte mit namhaften Augsburger Handelshäusern, die sich auf europäische Handelszentren wie beispielsweise Lyon und Venedig erstreckten, lassen Jakob Rembold als regen Großkaufmann erscheinen. Er gründete eine Armenstiftung und bestimmte die St.-Jakobs-Kapelle in der Dominikanerkirche zur Familiengrablege.
Von seinen Nachkommen wurden Johann Jakob Rembold von 1604 bis 1624 und Johann Caspar Rembold von 1645 bis 1664 zum Stadtpfleger gewählt. Mehrere Angehörige traten in den geistlichen Stand, darunter Juliana Rembold, Äbtissin von Baindt, ihre Schwester Philippine Rembold Priorin des Klosters St. Katharina, Johann Baptist Rembold, Probst von St. Andreas in Freising und 1618 von St. Moritz in Augsburg, sowie 1630 Raimund Rembold, Abt von Blaubeuren. 1660 lebte der kaiserliche Oberstwachtmeister und Hauptmann der Stadtgarde, Johann Jakob Rembold. 1762 fungierte Franz Joseph Ignaz (von) Rembold (* 15. Oktober 1700 in Augsburg; † 17. Juli 1774 ebenda) als Stadtpfleger von Augsburg, mit dem das Geschlecht im Mannesstamm erloschen ist.

## Besitzungen
Der Familie gehörten zeitweise die Güter Sternberg bei Ulm und Neusäß bei Augsburg. Bereits 1424 war Jörg Rembold zu Lauingen mit einem Hof in Blindheim belehnt. Daneben besaß er auch einen Hof in Possenried als bischöflich augsburgisches Lehen. 1460 erhielt Heinrich Rembold zwei Höfe und vier Sölden in Oberfahlheim, als burgauisches Lehen. In Neusäß erinnert die Remboldstraße an den Augsburger Bürgermeister Johann Jakob Rembold, der dort einige Höfe kaufte, schließlich die niedere Gerichtsbarkeit über den Ort erwarb und sich "Rembold in Neusäß" nannte. Vom abgegangenen Remboldschlösschen blieb die im Kern aus dem 16. Jahrhundert stammende Kapelle St. Ägidius erhalten. Zusammenfassend besaßen die Rembold in folgenden Ortschaften Güter:

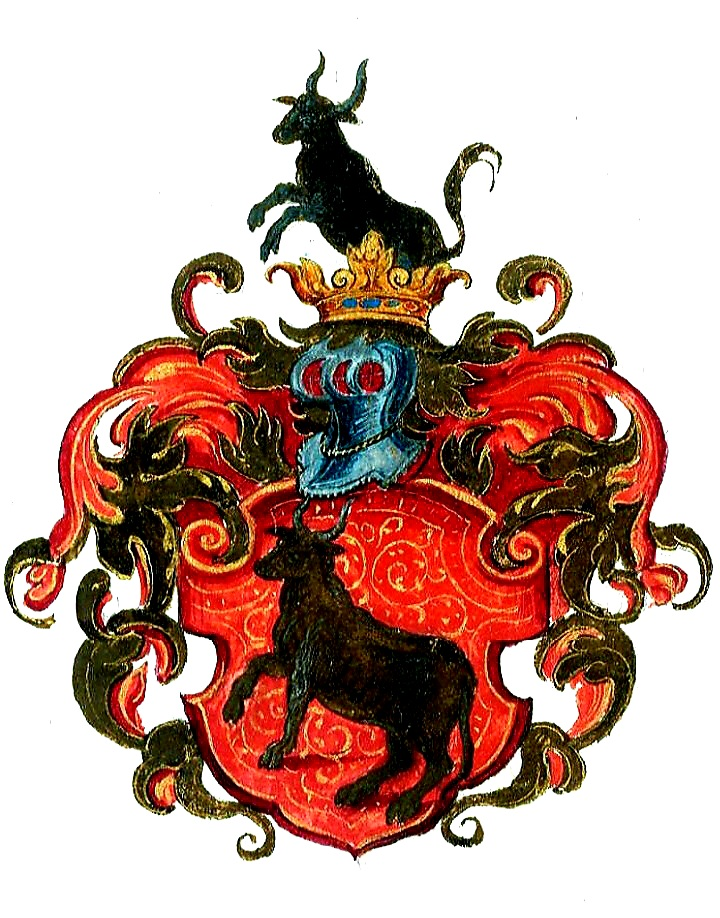
Stammwappen der Rembold, um 1600

- Blindheim
- Neusäß
- Possenried
- Oberfahlheim

## Wappen
Blasonierung: Im roten Schild ein schwarzer, schwarz bewehrter Ochse (Stier; sein linkes Vorderbein zumeist silbern dargestellt). Auf dem Helm mit schwarz-roten Helmdecken derselbe wachsend.

## Genealogie (Auswahl)
1. Caspar Rembold († 1450), ⚭ Anna Forster
  1. Heinrich Rembold
  2. Balthasar Rembold († 1474), ⚭ Barbara Ungelter
    1. Caspar Rembold († 1525), ⚭ 1. Ursula Besserer, ⚭ 2. Elisabeth Haintzel[14]
      1. Jakob Rembold († 1565), ⚭ 1523 Barbara Lauginger
        1. Jakob Rembold (1530–1583), ⚭ Sabina Schleicher
          1. Philipp Jakob Rembold († 1610), ⚭ Barbara Roth von Schreckenstein
          2. Jakob Rembold († 1638), ⚭ Sabina Rehlinger

        2. Caspar Rembold († 1589), ⚭ Regina Vöhlin
          1. Johann Jakob Rembold (1553–1624), 1615 kaiserlicher Rat,[15] ⚭ Justina Welser
            1. Johann Caspar Rembold († 1668), 1620 kaiserlicher Rat,[16] bzw. 1658[17] ⚭ 1. Jakobine Bechler, ⚭ 2. Maria Altisheimer
              1. Johann Jakob Rembold († 1683), ⚭ 1. Catharina Renata Imhoff, ⚭ 2. Euphrosina Holzapfel (von Herxheim)
              2. Philipp Caspar Rembold († 1681), ⚭ NN Keyser
              3. Philipp Raimund Rembold, ⚭ Maria Anna Ursula Imhoff
                1. Franz Joseph Ignaz Rembold (1700–1774), 1763 kaiserlicher Rat,[18] 1. Ursula von Eberschlager, ⚭ 2. Maria Theresia von Troyer zu Aufkirchen

          2. Christoph Rembold († 1589), ⚭ Juliana Welser
            1. Carl Rembold († 1623), ⚭ 1608 Sibylla Langenmantel

        3. Heinrich Rembold, starb ledig

  3. Jakob Rembold, ⚭ Agatha Rehm
  4. Caspar Rembold († 1525)